# Цитадела (корабостроене)
Цитадела на кораб е вътрешен обем на кораба (до 3/4 от неговата дължина) с жизненоважните негови части (машинни и котелни отделения, погреби за боезапаса), защитен с броня срещу артилерийски снаряди и авиобомби. За това и по време на военни действия, стремежа е да се уцели именно цитаделата на кораба, тъй като така той може бързо да бъде изваден от строя. Използва се при големите кораби от епохата на броненосния флот, явява се елемент от конструктивната защита на корпуса на кораба. По маса бронята ѝ достига 40% от водоизместимостта на кораба. Губи своето значение с развитието на ракетно-ядреното въоръжение.